# Thomas Cantwell Healy
Pour les articles homonymes, voir Healy (homonymie).
Thomas Cantwell Healy, né le 7 décembre 1820 à Albany (New York) et mort le 10 décembre 1889 à Port Gibson (Mississippi), est un artiste peintre américain.

## Biographie
Thomas Cantwell Healy est le frère cadet du peintre George Peter Alexander Healy, dont la carrière a débuté à Boston vers 1831. Thomas suivit précocement l'exemple de son aîné en s'adonnant à la peinture avant l'âge de douze ans, comme en témoigne une œuvre de jeunesse, Yaël et Siséra (Jael and Sisera), exposée au Boston Athenæum en 1832.
Parti se former à Paris en 1834, George y fit venir Thomas quatre ans plus tard, en 1838. Le jeune homme s'y serait fait remarquer par son comportement turbulent. Il exposa un portrait (de M. B. L.) au Salon de la même année. Après cette brève expérience parisienne, il retourna dès 1839 en Amérique et s'installa à Lowell (Massachusetts).
Lors du retour en Amérique de son frère George, qui travaillait alors pour le roi des Français, Thomas l'accompagna à La Nouvelle-Orléans en 1843. Durant l'hiver 1843-1844, Thomas C. Healy travailla à Jackson (Mississippi), puis, avec l'aide de son frère aîné, dont la réputation lui procura une clientèle fortunée, il ouvrit un atelier à La Nouvelle-Orléans. Vers la fin des années 1840, T. C. Healy déménagea à Port Gibson (Mississippi), où habitait un autre de ses frères, William B. Healy.
Contrairement à son célèbre frère, qui était un fervent nordiste, Thomas C. Healy resta fidèle au Sud durant la Guerre de Sécession.
En 1868, Thomas C. Healy remporta une médaille d'argent à la Louisiana Grand State Fair.
Marié en 1870 à la jeune Charlotte Roberts, il perdit son épouse et deux de ses cinq enfants lors de l'épidémie de fièvre jaune de 1878.
Sa production de portraitiste s'inscrit dans le sillage de son frère ainé, dont il a copié certaines œuvres, comme le portrait du général Beauregard.
Un portrait peint par George Healy vers 1857 a longtemps été considéré comme celui de son cadet Thomas, mais il pourrait s'agir en réalité d'un portrait du peintre Thomas Frederick Hoppin (1816-1872).

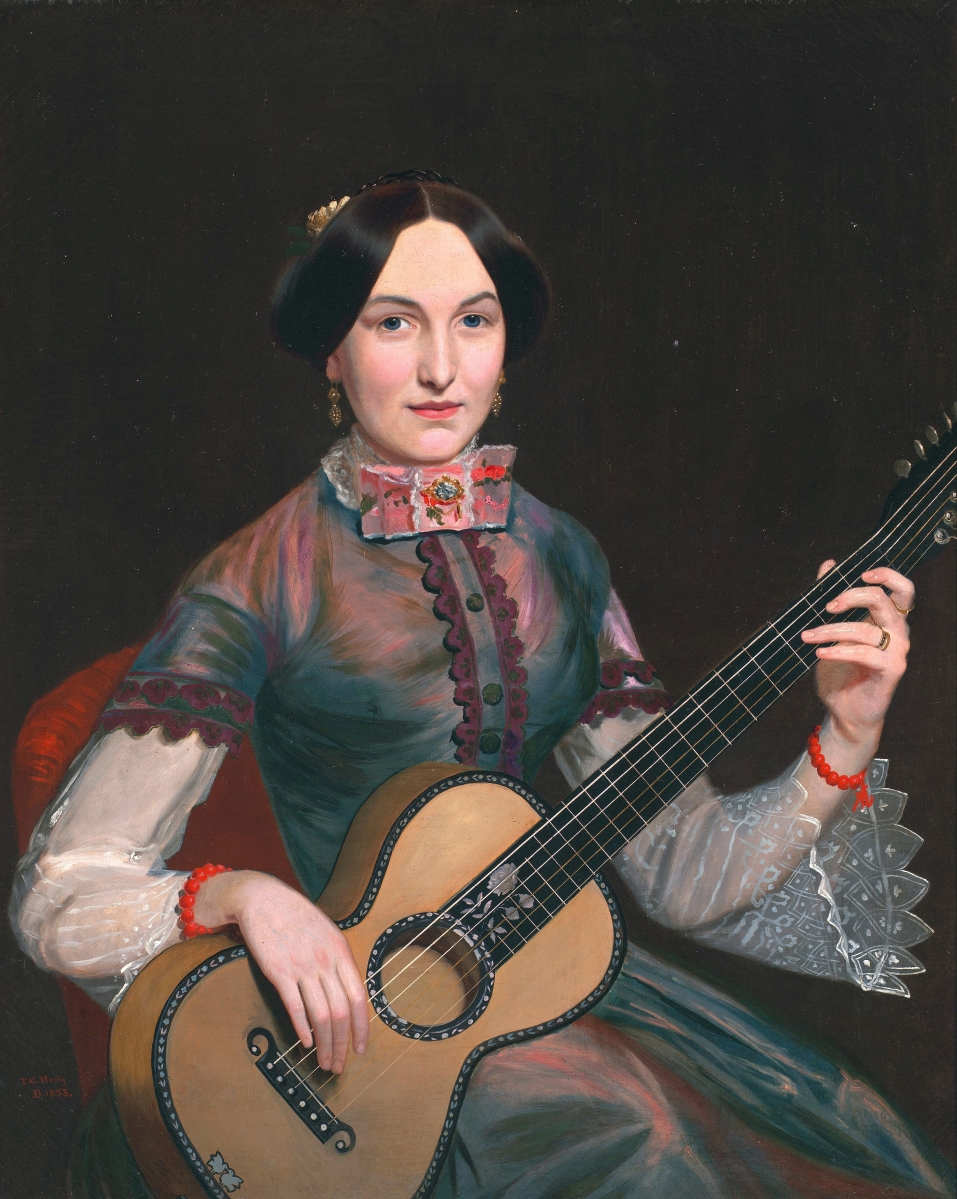
Charlotte Davis Wylie, 1853
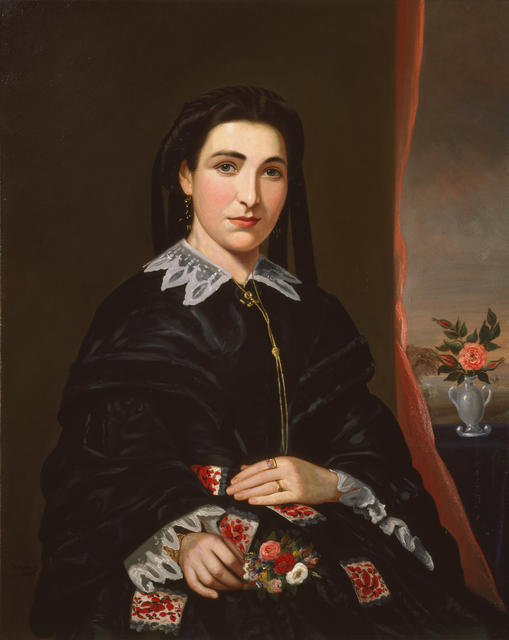
Amelia Ullmann, 1857
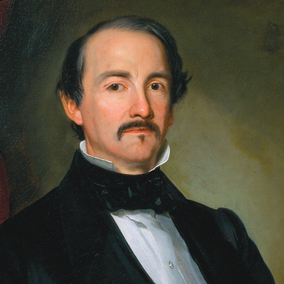
Henry Hastings Sibley, 1860
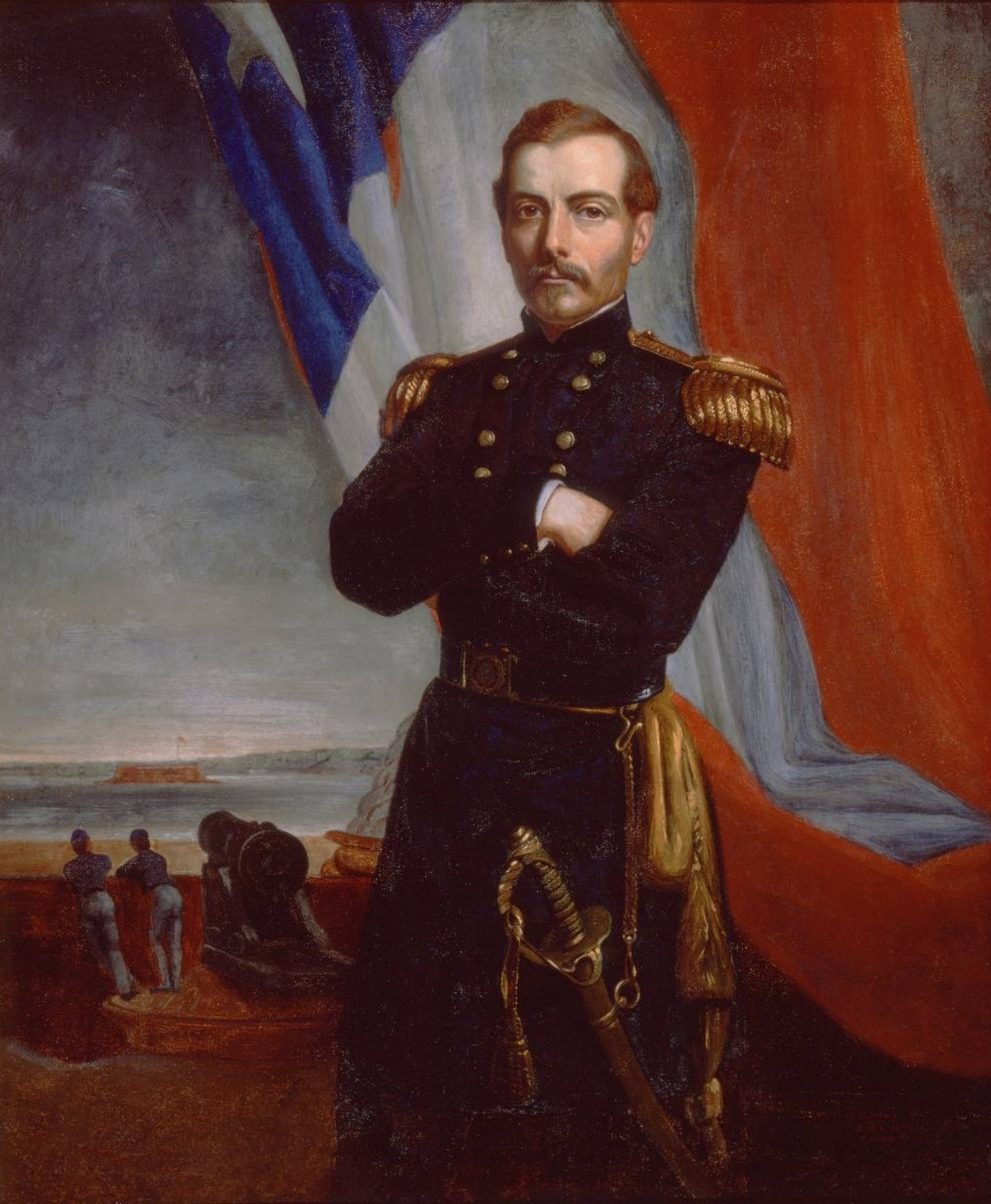
Général P. G. T. Beauregard, 1861 (d'après G. P. A. Healy)
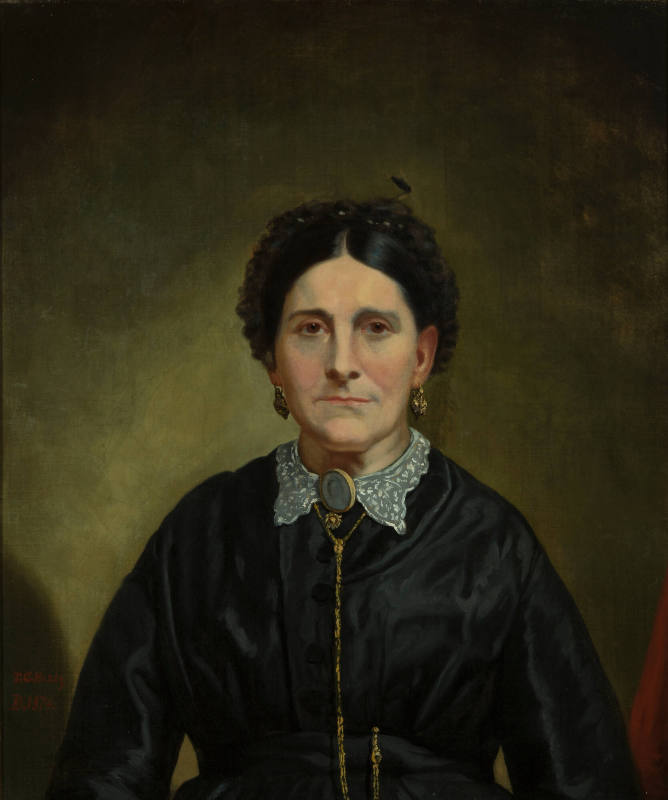
Portrait de femme, 1874